# Земплінска Нова Вес
Земплінска Нова Вес (словац. Zemplínska Nová Ves, угор. Zemplénújfalu) — село в Словаччині в Требішовському окрузі Кошицького краю. Село складається з двох частин — Упор та Земплінски Клеченов. Знаходиться на висоті 129 м над рівнем моря. Населення — 952 чол. (98 % — словаки). В селі є бібліотека та футбольне поле.

## Населення
| Рік:            | 1994. | 2004.   | 2014.   | 2024.   |
| --------------- | ----- | ------- | ------- | ------- |
| Кількість осіб: | 883   | 954     | 900     | 926     |
| Різниця:        |       | +8,04 % | -5,66 % | +2,88 % |

| Рік:            | 2023. | 2024.   |
| --------------- | ----- | ------- |
| Кількість осіб: | 922   | 926     |
| Різниця:        |       | +0,43 % |